# Saint-Éloi (Canada)
Saint-Éloi è un comune del Canada nello stato del Québec di 338 abitanti.
Il comune è stato fondato il 3 giugno 1848 con il nome di Saint-Éloi in onore del signore di Trois-Pistoles dal 1818 al 1858, Éloi Rioue da cui il nome Saint-Éloi (in italiano Sant'Eligio). Si trova presso la parte meridionale della foce del fiume San Lorenzo.